# Szabó János (építőmérnök)
Szabó János (Budapest, 1920. november 27. – Budapest, 2012. március 15.) magyar építőmérnök, egyetemi tanár, a Magyar Tudományos Akadémia rendes tagja. Kutatási területe a tartószerkezetek elmélete, valamint a mátrixszámítás mérnöki alkalmazásai. A tartószerkezeti mechanika területén több állapotváltozást írt le. 1959 és 1961 között az Építéstudományi Intézet igazgatója, majd 1964-ig építésügyi miniszterhelyettes. 1968 és 1983 között az Építésügyi és Városfejlesztési Minisztérium államtitkára.

## Életpályája
Apja Szabó Sándor (†1947) szabómester, majd a Központi Sajtóvállalat tisztviselője, anyja Hofhauser Ida (†1949) tanítónő volt; családjában öten voltak testvérek. 1938-ban érettségizett Budán, az Ilona utcai gimnáziumban, majd beiratkozott a József Nádor Műszaki és Gazdaságtudományi Egyetem (ma: Budapesti Műszaki és Gazdaságtudományi Egyetem) Mérnöki és Építészmérnöki Karára. Itt szerzett mérnökdiplomát 1942-ben. Ennek megszerzése után Sávoly Pál tervezőirodájában kapott állást. 1943-ban behívták sorkatonának, a keleti fronton harcolt. 1945-ben szovjet hadifogságba került, innen 1947-ben térhetett haza. Hazatérése után a Magyar Iparfejlesztő és Műszaki Rt. tervezőmérnöke lett. Egy évvel később az Építéstudományi és Tervező Intézetben szerkezettervezési csoportvezetővé nevezték ki. 1949-ben rövid ideig az Építésügyi Minisztérium iparoktatási osztályának vezetője volt. Ezt követően a Haditechnikai Intézet tudományos kutatójaként dolgozott. 1950-ben visszatért az államigazgatásba, a Közlekedési és Postaügyi Minisztérium tervezési, később az út- és hídfőosztály vezetője lett. 1955–1956-ban a Város- és Községgazdálkodási Minisztérium csoportfőnökeként, illetve miniszterhelyettesként, majd 1957–1958-ban az UVATERV tervezőmérnökeként dolgozott. 1958-ban az Építéstudományi Intézet laborvezetője lett, majd 1959 és 1961 között az intézet igazgatója volt.
1961-ben kinevezték Trautmann Rezső építésügyi miniszter helyettesévé. E tisztségét 1964-ig viselte. 1968-ban az addigra Építésügyi és Városfejlesztési Minisztérium államtitkárává nevezték ki. Itt Bondor József és Ábrahám Kálmán miniszterek alatt dolgozott. Tisztségét 1983-ig töltötte be, ekkor nyugdíjazták.
Közigazgatási állásai mellett a felsőoktatásban is részt vett: 1949-től másodállásban előbb az Állami Műszaki Főiskola, majd a Budapesti Műszaki Egyetem (BME) oktatója. 1965-ben egyetemi tanári kinevezést kapott a BME mechanika tanszékére (később: tartószerkezetek mechanikája tanszék). 1990-ben az MTA és a BME közös Tartószerkezetek Mechanikája Kutatócsoportjának kutatója lett. 1996-ban professor emeritusi címet kapott.
1956-ban védte meg a műszaki tudományok kandidátusi, 1964-ben akadémiai doktori értekezését. Az MTA Elméleti, majd a Műszaki Mechanikai Bizottság tagja, 1970-ben elnöke lett. Elnöki tisztségét 1991-ig viselte. Emellett az Elméleti és Alkalmazott Mechanikai Bizottság, a Szociális Bizottság és a Településtudományi Bizottságnak lett tagja. 1970-ben választották meg a Magyar Tudományos Akadémia levelező, 1979-ben pedig rendes tagjává. 1983-tól annak 1995-ös megszűnéséig a tudományos fokozatokat kiosztó Tudományos Minősítő Bizottság elnöke volt. Akadémiai tisztségei mellett több nemzetközi műszaki tudományos társaság magyar nemzeti bizottságában vett részt.

## Munkássága
Fő kutatási területe a tartószerkezetek elmélete, valamint a mátrixszámítás mérnöki alkalmazásai.
Az építőmérnöki mechanika területén leírta a tartószerkezetek rugalmas és posztkritikus állapotváltozásait, emellett elemezte a kifeszített kötélhálók úgynevezett állapotterét. Több mátrixegyenletet írt le, például a rúdszerkezetek kis elmozdulásoknál érvényes egyenletet, illetve a nagy elmozdulásoknál jelentkező infinitezimális (rendkívül kicsi) egyenletet. Kinematikai szempontok alapján felállított egy egzakt egyenletrendszert, amely az egy szabadságfokú sík- és térbeli (csuklós) rúdszerkezetek véges elmozdulásainak leírására alkalmas.
Több mint százhatvan tudományos publikáció szerzője vagy társszerzője. Munkáit magyar, angol és német nyelven adta közre.

## Díjai, elismerései
- Alpár Ignác-emlékérem (1973)
- Állami Díj (1985) – Széles körű oktató-nevelő munkájáért, a tartószerkezetek korszerű számítási módszereinek kidolgozásáért és alkalmazásáért, valamint jelentős iparszervező és államigazgatási vezetői tevékenységéért.
- Arany János Közalapítvány nagydíja (2000)

## Főbb publikációi
- Közlekedési építőipari matematikai példatár (1955)
- A mátrixelmélet alkalmazása egyes szilárdságtani feladatokat leíró parciális differenciálegyenletek megoldásánál (1956)
- Die Berechnung von Brückenträgerrosten (1958)
- Statika I–II. (1964, 1967)
- Kötélháló állapotterének elemzése (1965)
- Tartók statikája (társszerző, 1964)
- Rúdszerkezetek állapotváltozási egyenlete (1971)
- Anwendung der Matrizenrechnung auf Stabwerke (társszerző, 1978)
- Építésiparosítás – rendszerszemlélet (1980)
- Structural Design of Cable-Suspended Roofs (Kollár Lajossal, 1984)
- Rigidity of the Truss Model of Membrane Shells (Tarnai Tiborral, 1992)
- Analysis of Critical and Postrcritical States of Pin-jointed Double-layer Space Grids Fitted to Surfaces on Double Carvature (Tarnai Tiborral, 1998)
- On the Exact Equation of Inextensional, Kinematically Indeterminate Assemblies (Tarnai Tiborral, 2000)